# Siège de Naples (542-543)
Pour les articles homonymes, voir Siège de Naples.
Guerre des Goths (535-553)
Batailles
- Palerme (535)
- Naples (536)
- Rome (537-538)
- Vérone (541)
- Faventia (542)
- Mucellium (542)
- Naples (542-543)
- Rome (546)
- Rome (549-550)
- Sena Gallica (551)
- Taginae (552)
- Vésuve (552)
- Volturno (554)

Le siège de Naples a été mené par le roi ostrogoth Totila en 542-543 durant la guerre des Goths.

## Histoire
Après avoir vaincu les armées byzantines à Faventia et Mucellium, Totila prend la direction du sud, vers la ville de Naples tenue par le général Conon  et une garnison de 1 000 hommes.
Afin d'empêcher la prise de la ville, des renforts sont envoyés depuis la Sicile par le nouveau maître des soldats Demetrius, mais ceux-ci sont interceptés et presque entièrement détruits par les navires de guerre goths. Une seconde tentative, toujours sous la direction de Demetrius, se conclut également par un échec lorsque le vent fort fait échouer les navires de transport sur la plage, où les renforts sont attaqués et vaincus par l'armée gothe.
Ayant connaissance de la situation précaire des défenseurs de la ville, Totila promet à la garnison une retraite pacifique si celle-ci se rend. Débordé par la famine et la perte de moral due aux échecs répétés des renforts, Conon accepte et livre la ville fin mars ou début avril 543.[réf. nécessaire] Les défenseurs sont bien traités par Totila et la garnison byzantine repart sans violence, les murs de la ville sont cependant rasés en partie.

## Sources
- (en) Cet article est partiellement ou en totalité issu de l’article de Wikipédia en anglais intitulé « Siege of Naples (542-543) » (voir la liste des auteurs).

- (en) John Bagnell Bury, History of the Later Roman Empire : From the Death of Theodosius I to the Death of Justinian, vol. 2, Mineola, New York, Dover Publications, 1958 (ISBN 0-486-20399-9, lire en ligne), p. 231-233